# Aldehidă

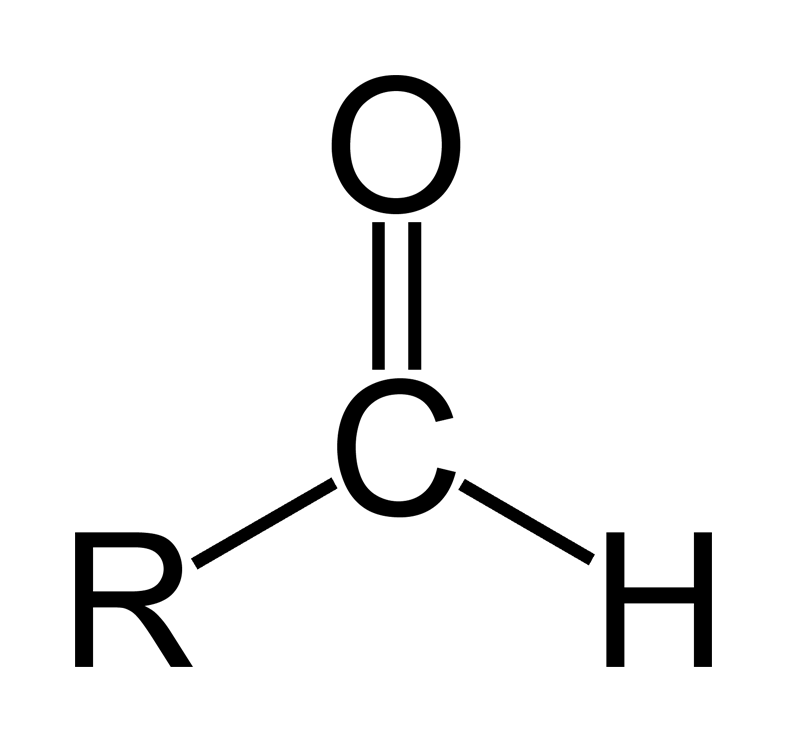
Aldehidele se formează de obicei prin oxidarea grupei hidroxi a alcoolilor primari

Aldehidele sunt compuși organici care conțin în molecula lor o grupă carbonil, care se leagă de un atom de hidrogen și de un radical (după cum se observă și în imagine). Cea mai simplă aldehidă este formaldehida, formată prin oxidarea metanului. Denumirea de aldehidă provine de la cuvintele alcool dehidrogenat și face referire la una dintre metodele de obținere, anume dehidrogenarea alcoolilor primari.

## Nomenclatură

### IUPAC
Conform regulilor IUPAC, nomenclatura se stabilește astfel:
- stabilirea catenei cu cei mai mulți atomi de carbon.
- Adăugarea sufixului -al la denumirea alcanului respectiv: H-CHO-metanal, CH3-CHO etanal etc.
- În cazul aldehidelor aromatice , acestea se denumesc prin adăugarea denumirii aldehidei la radicalul aromatic fenilmetanal, sau adăugarea denumirii radicalului aldehidic la hidrocarbură formilbenzen (nomenclatură destul de rar utilizată)

### Alte nomenclaturi
Mai des folosite sunt cele formate din denumirea acidului cu aceeași structură: H-CHO-formaldehidă, C6H5-CHO -benzaldehidă

## Sinteza
- Dehidrogenarea sau oxidarea alcoolilor primari

{\displaystyle R-CH_{2}-OH+[O]\longrightarrow R-CHO};
- Oxidarea Swern Arhivat în 18 octombrie 2006, la Wayback Machine.

Alcooli sunt oxidați la aldehide prin intermediul sulfoxizilor.
- Hidroliza compușilor halogenați

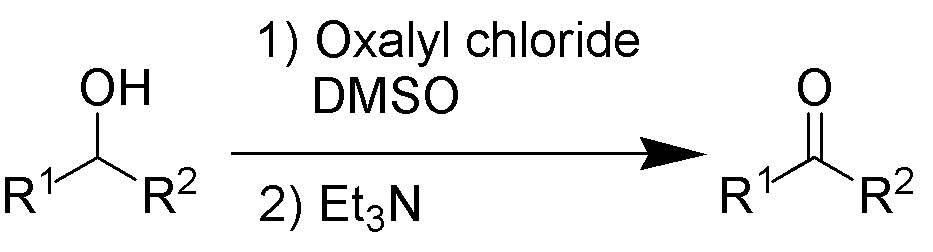
Folosind acest tip de reactiv, oxidarea se oprește la aldehidă care nu mai este oxidată la acid carboxilic (cum s-a întâmpla la folosirea K_{2}Cr_{2}O_{7} Intermediar se formează un compus cu sulf ,cu caracter electrofil

Prin hidroliza compușilor dihalogenați ala același atom de carbon are loc obținerea aldehidei respective.

- Adiția apei după regula lui Markovnikov la alchine

- Descompunerea sărurilor de calciu

- Reducerea esterilor

Sinteza acetaldehidei are loc în prezența catalizatorului sulfat de mercur

Prin descompunerea sărurilor de calciu ale acizilor cu mai mult de 5 atomi de carbon rezultă cetone.

Reducerea are loc în prezența DIBAL hidrura de bis(2metilpropil)aluminiu, la o temperatură de circa -60^{0}C

- Ozonoliza alchenelor sau polienelor

{\displaystyle C_{3}H_{6}+O_{3}+H_{2}O\longrightarrow CH_{2}=O+CH_{3}-CH=0+H_{2}O_{2}};

## Proprietăți fizico-chimice

### Proprietăți fizice
Cu excepția formaldehidei, care este un gaz, celelalte aldehide sunt lichide, având un miros caracteristic.Ei pot fi solubili în apă dar numai aldehidele cu 5 atomi de carbon, restul neputând forma legături de hidrogen cu apa.Tot din această cauză ei au puncte de fierbere mai scăzute comparativ cu alcoolii corespunzători.

 Arhivat în 17 septembrie 2002, la Wayback Machine.

### Caracterizare spectrală

#### Spectre UV
Grupa carbonil este un cromofor, datorită celor 2 electroni nepatricipanți aflați în orbitalii ps, mai precis 2ps.Având loc tranziții de tip n→π*(tranziții cu energie mică) maximele de absorbție la nivelul spectrelor UV apar la lungimi de undă λ=270-290nm.Atunci când tranziția electronilor are loc din orbitalii π→π * energiile de absorbție sunt mai mari , la lungimi de undă λ=190-200nm.

#### Spectre IR
Aldehidele(în general compușii carbonilici) manifestă o bandă de absorbție 1700±40cm  Arhivat în 5 martie 2016, la Wayback Machine., bandă care este foarte mult influențată de starea fizică, de (ne)formarea legăturilor de hidrogen.

### Proprietăți chimice
Depind în mare măsură de hibridizarea atomilor din grupa carbonilică.Atât atomul de carbon cât și cel de oxigen au aceeași stare de hibridizare sp2, unghiul dintre cei 2 substituenți ai carbonului fiind de 1200

Hibridizarea sp2 mai este înâlnită și la alchene dar spre deosebire de acestea, atomul de O al grupării carbonil are electroni neparticipanți, în orbitali sp2.Dtaorită acestui fapt, precum și a diferenței mari de electronegativitate dintre carbon și oxigen. gruparea C=O are un caracter polar foarte puternic ceea ce îi permite participarea la reacții de adiție a unor compuși polari (apa, compuși organomagnezieni).

#### Reacții de adiție
Sunt comune și aldehidelor și cetonelor.
- Adiția apei:

{\displaystyle {\begin{matrix}R-&C=O\\\quad /&\\H\end{matrix}}+H_{2}O\longrightarrow {\begin{matrix}R-&CH-O\\\quad /&\\OH&\end{matrix}}};
Prin adiția apei are loc formarea compușilor numiți hidrați, compuși ce nu au putuit fi izolați, ci doar puși în evidență prin metode spectrometrice.
- Adiția alcoolilor are loc în mediu acid după un mecanism de substituție nucleofilă de tip 1 SN1, produsul final fiind denumit semiacetal:

{\displaystyle {\begin{matrix}R-&C=O\\\quad /&\\H\end{matrix}}+H_{2}O\longrightarrow {\begin{matrix}R-&CH-O\\\quad /&\\OCH_{3}&\end{matrix}}};
- Adiția hidrogenului duce la diferiți compuși în funcție de catalizator:
  - catalizator Ni Raney, la o temperatură de circa 500C are loc formarea alcoolului corespunzător primar sau secundar (cazul cetonei):

{\displaystyle {\begin{matrix}R-&C=O\\\quad /&\\H\end{matrix}}+H_{2}\longrightarrow {\begin{matrix}R-&CH_{2}-OH\end{matrix}}};
- - catalizator TiCl3, când se formează alchene (reacția McMurry)

- Adiția hidracizilor HX.

Hidracizii mai ales cel clorhidric și bromhidric se adiționează la grupa carbonil dând naștere la halohidrine, compuși instabili.Aceștia pot reacționa cu alcoolii care se adaugă în mediul de reacție formându-se astfel eteri α halogenați
{\displaystyle {\begin{matrix}R-&C=O\\\quad /&\\H\end{matrix}}+HX\longrightarrow {\begin{matrix}R-&CH-OH\\\quad /&\\X(Cl,Br)&\end{matrix}}\longrightarrow {\begin{matrix}R-&CH-OCH_{3}\\\quad /&\\X(Cl,Br)&\end{matrix}}};
- Adiția acidului cianhidric HCN, duce la formarea de cianhidrine

Reacția are loc după un mecanism de adiție nucleofilă, în cataliză bazică cu regenerarea catalizatorului.
{\displaystyle {\begin{matrix}R-&C=O\\\quad /&\\H\end{matrix}}+HCN\longrightarrow {\begin{matrix}R-&CH-OH\\\quad /&\\CN&\end{matrix}}};
- Adiția amoniacului

Produsul poartă denumirea de aduct amoniac-aldehidă,compus instabil care se poate polimeriza.
{\displaystyle {\begin{matrix}R-&C=O\\\quad /&\\H\end{matrix}}+NH_{3}\longrightarrow {\begin{matrix}R-&CH-O^{-}\\\quad /&\\NH_{3}^{+}&\end{matrix}}\Leftrightarrow {\begin{matrix}R-&CH-OH\\\quad /&\\NH_{2}&\end{matrix}}};
- Adiția bisulfitului de sodiu

Adiția bisulfitului de sodiu duce la formarea de compuși bisulfitici, cristalizați, insolubili în solvenți organici, folosiți pentru izolarea compușilor carbonilici:
{\displaystyle {\begin{matrix}R-&C=O\\\quad /&\\H\end{matrix}}+NaHSO_{3}\longrightarrow {\begin{matrix}R-&CH-OH\\\quad /&\\SO_{3}Na&\end{matrix}}\Leftrightarrow {\begin{matrix}R-CH=O\\\quad \\\end{matrix}}+NaHSO_{3}};
- Adiția cloroformului

Are loc în prezența KOH, după un mecanism de tip nucleofil:
{\displaystyle {\begin{matrix}R-&C=O\\\quad /&\\H\end{matrix}}+CHCl_{3}\longrightarrow {\begin{matrix}R-&CH-OH\\\quad /&\\CCl_{3}&\end{matrix}}};
- Adiția compușilor organomagnezieni

{\displaystyle {\begin{matrix}R-&C=O\\\quad /&\\H\end{matrix}}+R_{1}MgX\longrightarrow {\begin{matrix}R-&CH-OMgX\\\quad /&\\R_{1}\end{matrix}}};

#### Reacții de condensare
- Condensare cu aldehidă

Aldehidele pot adiționa o altă moleculăp de aldehidă , in mediu bazic formându-se un compus numit aldol (aldehid-alcool)
{\displaystyle {\begin{matrix}R-&C=O\\\quad /&\\H\end{matrix}}+CH_{3}CHO\longrightarrow {\begin{matrix}R-&CH-OH\\\quad /&\\CH_{2}O&\end{matrix}}};
- Condensare cu hidrocarburi:
- alchene (reacția Prins)

Reacția are mecanism de adiție electrofilic, iar produșii obținuți variază ăn funcție de condițiile de reacție

Reacția Prins are la bază condensarea alchenelor cu aldehidele, în cataliză acidă, cu formare de 1,3 glicoli sau 1,3 dioxani (acetali ciclici ai formaldehidei)
- Ciclopentadiena Compușii condensării se numesc fulvene

Reacția are loc în mediu bazic cu formarea ionului de ciclopentadienură, fulvenele rezultate fiind compuși colorați, care nu au caracter aromatic